# Милена (фильм)
«Милена» — французский фильм 1991 года режиссёра Веры Бельмон.

## Сюжет
- Фильм-биография чехословацкой писательницы Милены Есенской.

Чехословакия, Прага, 1920. Отец 24-летней Милены хочет, чтобы она пошла по его стопам и стала одной из первых женщин-врачей в Чехословакии, но она твердо решила стать писательницей. Она бежит в Вену с еврейским музыкальным критиком Эрнстом Поллаком и начинает переписку с Францем Кафкой. Затем она оставляет Поллака и возвращается к отцу, в Прагу, и там занимается переводами произведений Кафки. Как журналист, Милена освещает забастовку рурских рабочих 1923 года, где знакомится с архитектором Яромиром Крейцаром, коммунистом. Они женятся, у них рождается дочь. Милена пишет для марксистской газеты, её муж уезжает в Советский Союз, а она, оставшись в Праге, активно пишет предупреждая о росте нацизма в преддверии Второй мировой войны. После оккупации Чехословакии немцами вступает в чехословацкое Сопротивление, арестовывается гестапо и заключается в концлагерь Равенсбрюк, где погибает.

## В ролях
- Валери Каприски — Милена Есенская
- Стейси Кич — Ян Есенский, её отец
- Гудрун Ландгребе — Ольга
- Питер Галлахер — Эрнст Поллак
- Ник Манкузо — Яромир Крейцар
- Филип Энглим — Франц Кафка
- Ив Жак — Макс Брод
- Пьер Ромэн — Герман Бар
- Джинн Марин — Лиза
- и другие

## Критика
Фильм провалился в прокате. Французская критика отмечала, что фильм скорее интересен, чем страстен, лишен чувств и подлинности, что связано с тем, что повествование слишком тесно следует за биографией, но в то же время авторы упрощают с позиции современной историографии идеологическую трактовку тогдашних событий.

Совершенно не видно ни цельности жизни героини, ни руководящей ею идеи, ни силы, движущей ею. Стремясь слишком уважать биографию своего персонажа, режиссёр жертвует эмоциями ради биографичности. (…) кроме того, фильму не хватает стиля, который бы вытащил фильм из его академической и онемевшей иллюстрации.
Оригинальный текст (фр.)À aucun moment on ne voit l’unité de la vie de l’héroïne, l’idée qui la guide ni la force qui la pousse. À trop vouloir respecter la biographie de son personnage, la réalisatrice sacrifie l'émotion à l’authenticité. (…) De plus, il manque à Milena un style qui sortirait le film de cette illustration académique et engoncée
— журнал «Positif», 1991 год
«Fischer Film Almanach» отметил, что в фильме «на самом деле удивительная жизнь» героини из-за «плоских образов и изобретательных диалогов»" исчезает, и кажется, в лучшем случае, скучной.